# C/2009 W11
C/2009 W11 – kometa jednopojawieniowa odkryta na zdjęciach SOHO przez Michała Kusiaka. Została odkryta 27 listopada 2009 roku. Należy do grupy komet Kreutza.